# Magura

2023 abgelöstes Logo

Magura ist die Marke der Gustav Magenwirth GmbH & Co. KG, eines deutschen mittelständischen Unternehmens für Zubehör, Service und Komponentenentwicklung für Zweiräder aller Art (u. a. Fahrrad- und Motorradlenker, Fahrradhydraulikbremsen, Sattelstützen). Der Markenname ist ein Akronym aus den Anfangsbuchstaben des Gründernamens und Gründungsorts (Magenwirth und Urach). Die Magura-Gruppe gehört zum Konzern der Magenwirth Technologies GmbH.

## Geschichte

2010 abgelöstes Logo

Magura wurde 1893 von dem Erfinder Gustav Magenwirth als Hersteller von (Petroleum-)Motoren, hydraulischen Presspumpen und Wasserdruckapparaten gegründet. 1907 wurde die Tochter des Gründers, Martha Munz-Magenwirth, geboren. Sie trat 15-jährig in den Betrieb ihres Vaters ein, übernahm später die Geschäftsführung und baute Magura zu einem modernen Industrieunternehmen aus. Seit 1923 fertigt das Unternehmen in Bad Urach Lenker und Lenkerarmaturen für motorisierte Zweiräder. Im Bereich der Lenkerarmaturen war Magura als Erstausstatter für Kraftradhersteller marktführend; unter anderem entstand dadurch eine Kooperation mit BMW. Noch heute stellt das Unternehmen Produkte dieser Art für alle bedeutenden Werke her. Armaturen der Vor- und Nachkriegsproduktion werden zum Teil zur Oldtimerrestaurierung nachgefertigt. 1932 wurde die Marke beim Patentamt eingetragen. Auch ein erstes Logo erhielt Magura zu dieser Zeit. 1957 begann die Fertigung in Kunststofftechnik, wodurch sich die Produktpalette von Magura erweiterte. Nicht nur mit BMW, sondern auch mit VW unterhielt Magura Kooperationen. So fuhren z. B. in den 60er Jahren die VW Käfer mit einer Kraftstoffanzeige von Magura. Ab den 1970er-Jahren intensivierte das Unternehmen in Entwicklungen für den Fahrradbau. Insgesamt wurden im Laufe der Zeit für Magura etwa 400 Patente registriert. 1975 begann die Expansion in die USA. Es wurde ein neuer Standort in Illinois aufgebaut. Im Hinblick auf die 1987 noch neue Begeisterung für Mountainbikes entwickelte Magura erstmals eine hydraulisch betätigte Felgenbremse.
Historie zum Firmenlogo
Das Logo geht auf einen um 1930 entwickelten Zahnstangendrehgriff zurück. Ursprünglich war es zweidimensional und in schwarz-weiß gehalten. Es zeigte eine gebogene Zahnstange sowie den Schriftzug Magura. 1960 wurde das Logo zum ersten Mal abgeändert. Der Schriftzug „MAGURA“ wurde gerader gestaltet und die Farbe des Logos inkl. des Schriftzuges war von da an blau. In den 50er Jahren wurde das Logo abermals angepasst. Vier verschiedene Farben standen fortan für die vier Unternehmensbereiche Motorrad, Fahrrad, Industrie und Kunststoff. Im Jahr 2010 wurde zum bisher letzten Mal ein neues Logo gelauncht, das erstmals einheitlich für alle vier Unternehmensbereiche (Fahrrad, Motorrad, Industrieanwendungen und Spritzguss) übernommen wurde.

## Konzern

### Unternehmensstruktur
Der Konzern Magenwirth Technologies GmbH (Mutterunternehmen) steht als Holding der operativen Gesellschaft der Magura-Gruppe (Gustav Magenwirth GmbH & Co. KG) vor. Die Gustav Magenwirth GmbH & Co. KG verfügt ihrerseits neben der inländischen Tochtergesellschaft Magura Bosch Parts & Services GmbH & Co. KG über Töchter in Asien und den Vereinigten Staaten.

### Wirtschaftliche Entwicklung
Der Konzern erwirtschaftete im Geschäftsjahr 2018 einen Umsatz von 212,69 Mio. Euro. Davon wurden 136,59 Mio. Euro im Geschäftsbereich Fahrrad- und Motorradkomponenten, Kunststoff- und Feinwerktechnik erlöst (= Magura), 77,10 Mio. Euro im Segment Industrieelektronik (= Bebro). Der Konzern beschäftigte durchschnittlich 1159 Mitarbeiter und 26 Auszubildende im Jahr 2018. 2019 wurde die Bebro-Gruppe (Produktions- und Dienstleistungen für den Elektronikbereich) an die Katek SE veräußert.
2021 betrug der Konzernumsatz 181,7 Mio. Euro.
Von den über 1000 Mitarbeitern des Konzerns entfallen rund 680 Mitarbeiter auf die Gustav Magenwirth GmbH & Co. KG (Magura) in Deutschland, Asien und den Vereinigten Staaten (Stand 2022).

### Produktion
Am Stammwerk Hülben bei Bad Urach produziert der Konzern die selbst entwickelten Werkstoffe Carbotecture und Carbotecture SL. Im Werk in Hengen, ebenfalls bei Bad Urach, arbeiten 130 Mitarbeiter und stellen Fahrradbremsen, Motorrad-Komponenten und Industrieteile her.